# Corinne Wood
Corinne J. Wood (* 28. Mai 1954 in Barrington, Illinois; † 18. Mai 2021) war eine US-amerikanische Politikerin. Zwischen 1999 und 2003 war sie Vizegouverneurin des Bundesstaates Illinois.

## Werdegang
Corinne Gieseke, so ihr Geburtsname, studierte an der University of Illinois. Nach einem anschließenden Jurastudium an der Loyola University in Chicago und ihrer Zulassung als Rechtsanwältin begann sie in diesem Beruf zu arbeiten. Später wurde sie juristische Beraterin des Staatsbeauftragten für Banken und Großunternehmen. Politisch schloss sie sich der Republikanischen Partei an. Vor ihrer Zeit als Vizegouverneurin saß sie für einige Zeit im Repräsentantenhaus von Illinois.
1998 wurde Wood an der Seite von George Ryan zur Vizegouverneurin von Illinois gewählt. Dieses Amt bekleidete sie zwischen dem 11. Januar 1999 und dem 13. Januar 2003. Dabei war sie Stellvertreterin des Gouverneurs. In diesem Amt setzte sie sich besonders für Verbesserungen im Gesundheitswesen, für wirtschaftliche Weiterentwicklung und die Förderung des ländlichen Raums ein. Im Jahr 2002 scheiterte sie in den Gouverneursvorwahlen ihrer Partei.
Corinne Wood war Mitglied mehrerer Gesellschaften und Organisationen. Sie war mit einem Bankier verheiratet und Mutter von drei Kindern.
Wood starb im Mai 2021, kurz vor ihrem 67. Geburtstag, an Brustkrebs.

## Einzelnachweis
1. ↑  Corinne Wood, Former Illinois Lieutenant Governor, Dies After Long Battle With Breast Cancer